# V915 Scorpii
V915 Scorpii eller HD 155603 är en dubbelstjärna i den norra  delen av stjärnbilden Skorpionen. Den har en högsta skenbar magnitud av ca 6,22 och är mycket svagt synlig för blotta ögat där ljusföroreningar ej förekommer. Baserat på parallax enligt Gaia Data Release 3 på ca 0,549 mas, beräknas den befinna sig på ett avstånd på ca 5 900 ljusår (1 800 parsek) från solen. Den rör sig bort från solen med en heliocentrisk radialhastighet på ca 46 km/s. Stjärnan ingår i den glesa OB-föreningen Moffat 2. Den är också omgiven av ett hölje av stoft och gas, vilket ger ett betydande överskott av infraröd strålning.

## Observation
V915 Scorpii har klassats som en trippelstjärna. 15 bågsekunder bort ligger Wolf-Rayet-stjärnan WR 85, en av de mest lysande stjärnorna som är kända, men ändå visuellt fyra magnituder svagare än V915 Scorpii. Komponent V915 Scorpii C är en stjärna av 10:e magnituden av spektralklass K separerad med 17 bågsekunder. Det finns också en stjärna av 14:e magnituden 22 bågsekunder bort. Fotometri och egenrörelser tyder på att endast V915 Scorpii och WR 85 ligger på samma avstånd, medan de andra två stjärnorna är förgrundsobjekt. Antaganden om ljusstyrkan för varje stjärna antyder ett avstånd på 2 600 parsec, och en beräknad separation på 0,2 parsec.

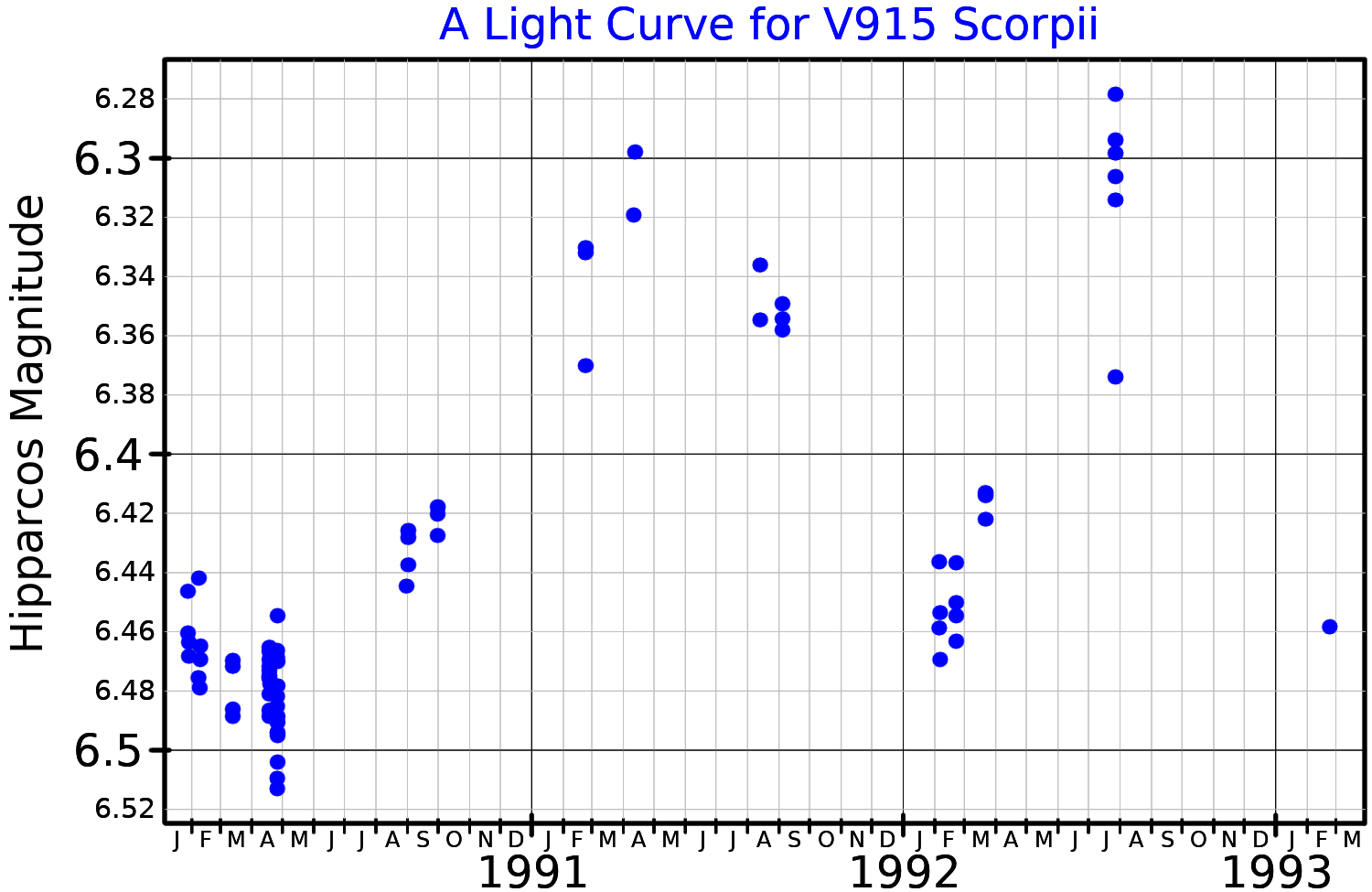
Ljuskurva för V915 Scorpii plottade Hipparcos-data.

V915 Scorpii är variabel över nästan en halv magnitud, men typen av variationerna är inte känd. Varje period som är kopplad till variationen är längre än 600 dagar.

## Egenskaper
Primärstjärnan V915 Scorpii är en orange till gul extremt ljusstark superjättestjärna av spektralklass K0 Ia-0. Den har en massa som är ca 6,1 solmassor, en radie på ca 570 solradier och utsänder från dess fotosfär energi motsvarande ca 74 000 gånger solen vid en effektiv temperatur av ca 4 000 K.